# توم كارول (متركمج)
توم كارول (بالإنجليزية: Tom Carroll)‏ هو متركمج أسترالي، ولد في 26 نوفمبر 1961 في Newport, New South Wales ‏ في أستراليا.

## وصلات خارجية
- توم كارول على موقع الرابطة العالمية لركوب الأمواج (الإنجليزية)
- توم كارول على موقع EncyclopediaOfSurfing.com (الإنجليزية)
- توم كارول على موقع قاعة أستراليا للمشاهير الرياضية (الإنجليزية)